# 小行星1669
小行星1669（1669 Dagmar）是一颗绕太阳运转的小行星，为主小行星带小行星。该小行星于1934年9月7日发现。

## 轨道参数
小行星1669的轨道半长轴为3.1361497 UA，离心率为0.116。